# Rio Piquiri
Rio Piquiri är ett vattendrag i Brasilien.   Det ligger i delstaten Mato Grosso do Sul, i den centrala delen av landet, 800 km väster om huvudstaden Brasília.
Omgivningarna runt Rio Piquiri är huvudsakligen savann. Trakten runt Rio Piquiri är nära nog obefolkad, med mindre än två invånare per kvadratkilometer.